# Korweta

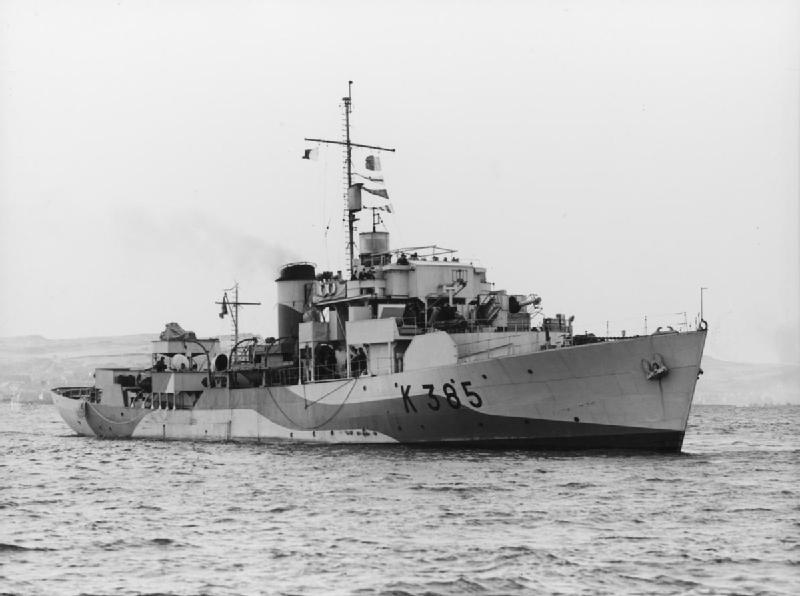
HMS Arabis – brytyjska korweta typu Flower z okresu II wojny światowej

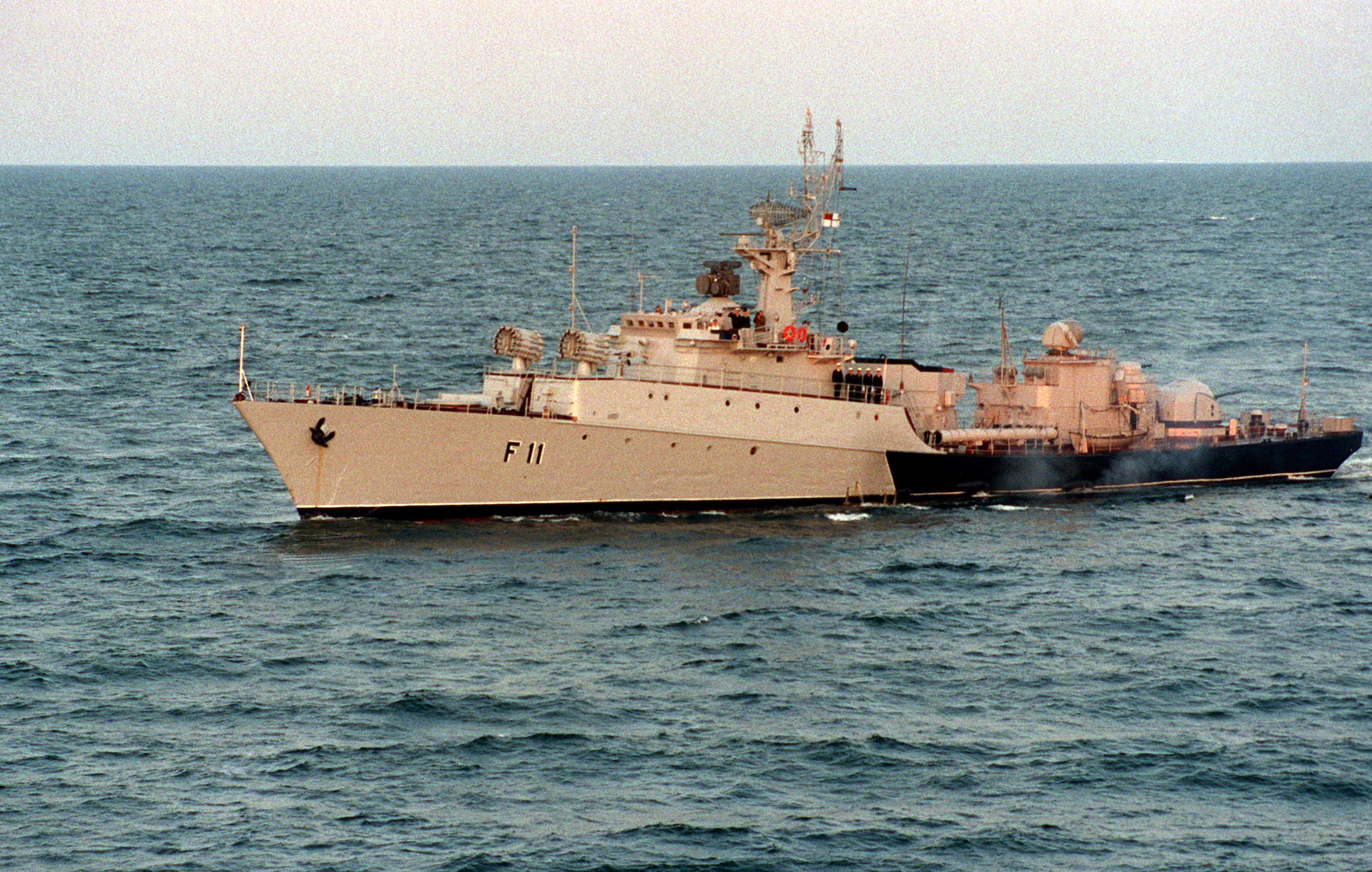
Litewska korweta LKL Žemaitis radzieckiego projektu 1124 (typ NATO: Grisha)

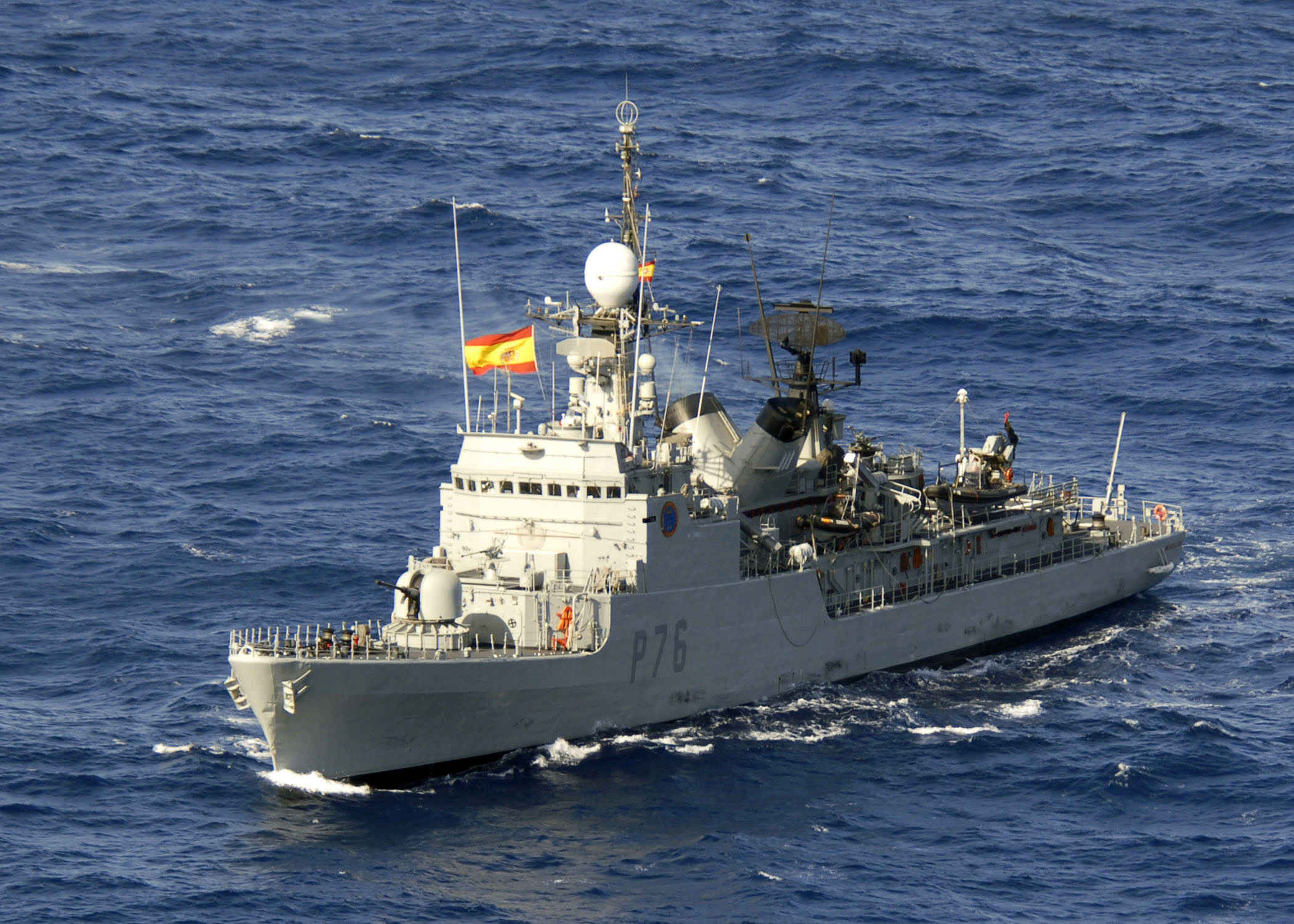
Infanta Elena – hiszpańska korweta/patrolowiec typu Descubierta

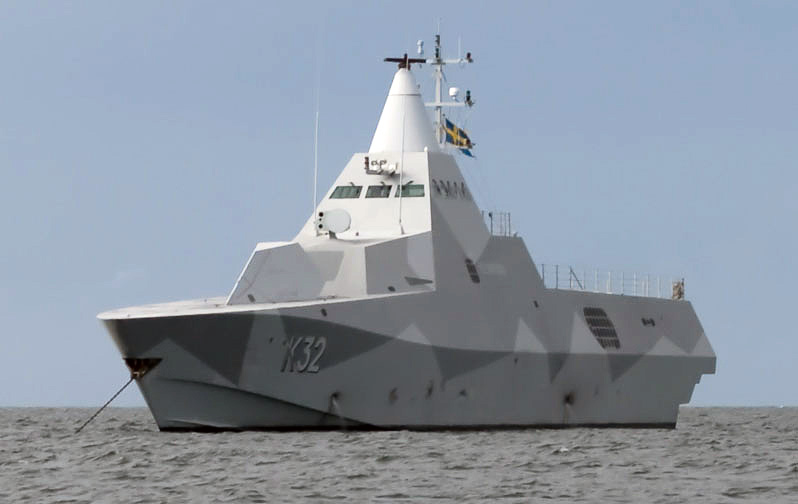
HSwMS Helsingborg – szwedzka korweta rakietowa typu Visby opracowana w technologii stealth

Korweta – klasa współczesnych okrętów umiarkowanej wielkości. Współczesne korwety dzielą się pod względem przeznaczenia i uzbrojenia na okręty przeznaczone do zwalczania okrętów podwodnych lub przeznaczone do zwalczania okrętów nawodnych za pomocą kierowanych pocisków rakietowych (korwety rakietowe). Do XIX wieku korweta oznaczała historyczną klasę okrętów żaglowych (zobacz korweta żaglowa), po czym nazwa tej klasy została wprowadzona ponownie podczas II wojny światowej.

## Korwety okresu II wojny światowej
Klasa korwet pojawiła się ponownie na początku II wojny światowej, kiedy zaczęto tak klasyfikować, początkowo w Wielkiej Brytanii i Włoszech, niewielkie okręty eskortowe, służące przede wszystkim do ochrony konwojów przed atakami okrętów podwodnych (ang. corvette, wł. corvetta). Ich wyporność standardowa wynosiła 500–1000 ton. Miały względnie silne uzbrojenie przeciw okrętom podwodnym (zrzutnie bomb głębinowych i miotacze bomb głębinowych) oraz słabe uzbrojenie artyleryjskie, składające się zwykle z działa kalibru 100–102 mm i kilku działek przeciwlotniczych. Korwety charakteryzowały się niewielką prędkością (w granicach 18 w.), wystarczającą do służby konwojowej. 
Najbardziej znanym typem korwet okresu II wojny światowej był brytyjski typ Flower, prosty w budowie (oparty na konstrukcji parowych statków wielorybniczych), którego zbudowano aż ponad 260 jednostek (wyporność 925 ton, długość 62 m, prędkość 16 w.). Znany był również włoski typ Gabbiano z 1942 roku, o napędzie dieslowskim, wyposażony w pomocnicze silniki elektryczne do cichego poszukiwania okrętów podwodnych (wyporność 728 ton, długość 64 m, prędkość 18 w.; zbudowano 60 okrętów). W czasie wojny pojawiła się też klasa większych okrętów eskortowych – fregat. W niektórych krajach okręty zbliżone do korwet klasyfikowano jako eskortowce. Mniejszymi okrętami do zwalczania okrętów podwodnych były ścigacze okrętów podwodnych.

## Korwety współczesne
Korwety budowane po II wojnie światowej, wobec braku potrzeb konwojowych, służyły w większym stopniu do zadań patrolowych i dozorowych; nazywane też są dozorowcami. Wyporność korwet pozostała w granicach 500–1000 ton, prędkość wzrosła do 20–30 w. Pojawiło się na nich bogatsze wyposażenie elektroniczne i nowsze środki do wykrywania i zwalczania okrętów podwodnych, jak wyrzutnie rakietowych bomb głębinowych, a na niektórych typach kierowane torpedy. Uzbrojenie artyleryjskie stanowi jedno lub kilka automatycznych dział uniwersalnych i działka przeciwlotnicze. Wraz z rozwojem techniki rakietowej pod koniec lat 60. XX wieku na części korwet pojawiła się także wyrzutnia przeciwlotniczych pocisków rakietowych bliskiego zasięgu (m.in. rosyjskich pocisków Osa-M).
W zadaniach przeciwpodwodnych korwety wyparły klasę mniejszych ścigaczy okrętów podwodnych, które miały mniejsze możliwości bojowe. Korwety nadają się do zwalczania okrętów podwodnych w działaniach przybrzeżnych lub na płytkich morzach. Co za tym idzie, klasa korwet używana i rozwijana była głównie w krajach nieposiadających silnej marynarki wojennej oraz w ZSRR; państwa prowadzące działania oceaniczne (w tym USA) polegają w zadaniach przeciwpodwodnych głównie na większych fregatach i niszczycielach. W ZSRR okręty odpowiadające korwetom były klasyfikowane jako małe okręty przeciwpodwodne (małyj protiwołodocznyj korabl – MPK).
W latach 70. XX wieku pojawił się także drugi współczesny rodzaj korwet – korwety rakietowe, przeznaczone do zwalczania okrętów nawodnych, uzbrojone w przeciwokrętowe pociski rakietowe (woda–woda). Mają one z reguły także jedno działo uniwersalne kalibru 57–76 mm i działka przeciwlotnicze. Korwety rakietowe są zbliżone do kutrów rakietowych, lecz nieco większe i czasami uzbrojone także w rakiety przeciwlotnicze, posiadają też bogatsze wyposażenie elektroniczne. Do korwet tego rodzaju należą radzieckie projektu 1234 (oznaczenie NATO: Nanuchka, klasyfikowane oficjalnie jako małe okręty rakietowe - małyj rakietnyj korabl). Rozgraniczenie w klasyfikacji między kutrami a korwetami rakietowymi nie jest jednak ostre ani jednolite, czego przykładem są radzieckie okręty projektu 1241 (NATO: Tarantul), przez różne źródła klasyfikowane jako korwety, kutry rakietowe lub małe okręty rakietowe.
Obecnie budowane są też uniwersalne korwety, łączące uzbrojenie przeciwokrętowe z uzbrojeniem przeciwpodwodnym, służące do poszukiwania i zwalczania okrętów podwodnych i nawodnych. Duże okręty tego rodzaju zbliżają się do małych fregat. Niektóre korwety wyposażone są także w lądowisko i hangar dla śmigłowca pokładowego. Przedstawicielami tej uniwersalnej kategorii są izraelskie duże korwety typu Saar 5 i singapurskie małe korwety typu Victory. 
Należy podkreślić, że w wielu wypadkach zaliczenie okrętu do klasy korwet w poszczególnych państwach następuje wbrew wytycznym zawartym w dokumentach standaryzacyjnych (np. STANAG 1166). Przykładem mogą być okręty typów Stockholm i Göteborg, które choć krótsze niż 60 m (a taką granicę wyznacza STANAG) państwa NATO klasyfikują tak samo, jak Szwecja (korvett), choć stoi to w sprzeczności z istotą standaryzacji. Norma Obronna NO-07-A091:2008 "Klasyfikacja okrętów" ujmuje podział także pod względem wyporności, lecz i w tym przypadku dolna granica (450 t) sprawia, że zaliczenie wyżej wymienionych szwedzkich okrętów do klasy korweta jest niepoprawne i funkcjonuje jedynie na zasadzie powszechnej akceptacji przez publicystów. 
Marynarka Wojenna posiada w swym składzie dwie korwety ORP "Kaszub" i ORP "Ślązak". W planach rozwoju Marynarki Wojennej ujmowane są okręty wielkością zbliżone do korwet (program Miecznik), które roboczo nazwano okrętami obrony wybrzeża.
Okręty często mylnie zaliczane do klasy korweta (proj. 1241 i proj. 660M) zgodnie z terminologią obowiązującą do 2019 roku należały do klasy mały okręt rakietowy, zaś od 2019 roku pozostające w służbie okręty typu Orkan zalicza się do klasy ścigacz rakietowy.  